# «SOS» над тайгой
«SOS» над тайгой — советский стереоскопический художественный приключенческий драматический фильм 1976 года режиссёров Аркадия Кольцатого и Валентина Перова, снятый на киностудии «Мосфильм».
Фильм снят по мотивам повести В. Чивилихина «Над уровнем моря».
Премьера фильма состоялась 20 мая 1976 года. В СССР фильм посмотрели 6,9 млн зрителей.

## Сюжет
Середина 1970-х годов. О работе лесоустроительной партии в таёжный посёлок нужно отправить отчёт. Начальник партии не хочет посылать одного из работников — техника Виктора Легостаева — в тайгу. Но внезапно другой сотрудник, Александр Жамин, бывший уголовник, требует расчёта. Он получил письмо от Екатерины Уваровой, с которой хотел пожениться.
В итоге Легостаев и Жамин отправляются в посёлок. По дороге они ссорятся и расходятся. До посёлка никто из них не доходит. Начинаются поиски. Вскоре на станции появляется Жамин с окровавленным ножом и деньгами. Его арестовывают по подозрению в убийстве Легостаева и запирают в бане. Чтобы доказать свою невиновность, Жамин убегает и находит Легостаева в тайге. Тот сломал ногу и не смог добраться до посёлка.

## В ролях
- Александр Январёв — Александр Жамин
- Александр Воеводин — Виктор Легостаев, техник
- Валерий Малышев — лейтенант Кравченко, инспектор милиции
- Александр Тавакай — Тобагоев, старый охотник
- Тамара Совчи — Екатерина Уварова, невеста Жамина
- Эве Киви — Лайма, радистка
- Геннадий Юдин — Сергей Павлович Симагин, начальник геологической партии
- Константин Тыртов — Аркадий Семёнович Сонц, начальник экспедиции
- Александр Лебедев — Фёдор Дударев
- Юрий Гусев — Большаков, полковник
- Николай Сморчков — пилот вертолета
- Эдуард Бредун — грузчик, поймавший Жамина
- Даниил Нетребин — пилот вертолета, прилетевший за Легостаевым
- Владимир Козелков — милиционер с аптечкой
- Валериан Виноградов — Черных
- Станислав Михин — второй грузчик
- Александр Лукьянов — лесоустроитель
- Владимир Ткалич — эпизод
- Владимир Протасенко — эпизод (нет в титрах)

## Съёмочная группа
- Автор сценария — Арнольд Витоль, Владимир Кузнецов
- Режиссёры — Аркадий Кольцатый и Валентин Перов
- Оператор — Николай Большаков
- Композитор — Никита Богословский
- Художник — Семён Ушаков